# Caterine Ibargüen
Caterine Ibargüen Mena (Sinh ngày 12 thàng 2 năm 1984) là một vận động viên điền kinh Colombia nổi bật ở nội dung Nhảy cao, Nhảy xa và Nhảy xa ba bước. Thành tích đáng chú ý của cô bao gồm huy chương vàng tại Thế vận hội mùa hè 2016, huy chương bạc tại Thế vận hội mùa hè 2012, hai huy chương vàng trong Giải vô địch điền kinh thế giới IAAF và hai huy chương vàng tại Đại hội thể thao Liên châu Mỹ 2011 và 2015.

## Tiểu sử
Caterine sinh ra ở Urabá Antioquia thuộc Antioquia, nơi cô được bà ngoại nuôi dưỡng sau khi cha mẹ cô ly thân vì Xung đột vũ trang ở Colombia. Cha cô rời Venezuela và mẹ cô chuyển tới Turbo, Colombia. Caterine đầu tiên chơi bóng chuyền và Wilder Zapata (huấn luyện viên của cô) đã nhận thấy kỹ năng của cô và đề nghị cô chơi ở Medellín, có trình độ cao Atanasio Girardot Sports Complex như một địa điểm cho các trò chơi trong nước và quốc tế. Tại đây, cô bắt đầu đào tạo vào năm 1996 với huấn luyện viên người Cuba Jorge Luis Alfaro, chuyên về Nhảy cao.
Thành tích cá nhân của cô ấy có cao nhất là 1,93 mét, đạt được vào ngày 22 tháng 7 năm 2005 tại Cali. Đây là kỷ lục Colombia hiện tại. Cô thi đấu tại Thế vận hội Olympic năm 2004 tại Athens, nơi đã đạt thành tích 1,85 m ở vòng loại. Cô giữ kỷ lục Nam Mỹ trong Nhảy xa ba bước với thành tích 15.31 m, đạt được ở Diamond League thi đấu ở Monaco vào ngày 18 tháng 7 năm 2014. Bước nhảy đó vẫn là bước nhảy tốt nhất kể từ Thế vận hội mùa hè 2008 vào tháng 08 năm 2008. Cô ấy được xếp thứ 5 ở nội dung nhảy xa ba bước. Vào ngày 1 tháng 9 năm 2011 đã nhận được huy chương đồng tại Giải vô địch điền kinh thế giới IAAF ở Daegu với kết quả 14,84 m tại Puerto Rico. Huấn luyện bởi Ubaldo Duany, cựu vận động viên nhảy xa người Cuba (8.32 m PB vào 1986). Vào ngày 5 tháng 8, cô đã giành được huy chương bạc tại Thế vận hội Luân Đôn 2012 trong cuộc thi Nhảy xa ba bước với bước nhảy 14,80 m trong lượt thi cuối cùng của cô. Vào ngày 15 tháng 8 năm 2013, cô đã thắng Giải vô địch điền kinh thế giới IAAF ở Moskva trong cuộc thi Nhảy xa ba bước với một cú nhảy 14,85 m trong lượt thi thứ hai của cô.